# Vejle Stadion
Vejle Stadion er et dansk fodboldstadion, der ligger i Nørreskoven ved Vejle og er hjemmebane for Vejle Boldklub.

## Historie

### Det gamle stadion
Frem til 1924 spillede Vejle Boldklub (VB) sine hjemmekampe på banen ved foden af Horsensvejen. I 1922 påbegyndte man arbejdet med at anlægge et stadionanlæg i Nørreskoven. Dette anlæg havde en jordvold hele vejen rundet om banen. Klubhuset bestod af et bjælkehus. Dette hus blev i 1966 erstattet af den nuværende hovedbygning. Bjælkehuset blev flyttet til Sellerup Strand, hvor det stod, indtil det nedbrændte i 1997. 
I 1939 fik Vejle Stadion sin første tribune i en trækonstruktion. I 1954 brændte den ned og blev erstattet af den nuværende, dog i en kortere udgave. Blok "A" og "D" kom først til senere. Blok D har siden 1995 været hjemsted for fanklubben The Crazy Reds. 
I 1960 fik Vejle Stadion fire lysmaster.
Da VB fyldte 100 år i 1991, fik klubben foræret lystavlen fra Københavns Idrætspark som en gave fra DBU.
I 1995, under en superligakamp mod Brøndby IF, brød et rækværk sammen på Blok A. Rækværket kunne ikke stå for presset fra jublende BIF-fans, og 28 personer måtte til behandling på Vejle Sygehus. Kampen bød også på en af de hurtigste scoringer nogensinde på Vejle Stadion, da hviderusseren Eduard Demonkovits satte bolden ind bag Brøndbys Mogens Krogh efter 18 sekunders spil. VB tabte dog alligevel 1-3.
4. november 2007 spillede VB den sidste kamp på det gamle anlæg. Med en sejre over BK Frem på 3-1, i overværelse af 6868 tilskure, blev der sat punktum for Vejles gamle stadion. Sidste målscorer blev Pablo Piñones-Arce.

### Nyt stadion
Forhistorie
I mere end 20 år var der mange planer for Vejle Stadions fremtid. Der var planer om renovering af det gamle stadion, nyt stadion på Tulip-grunden i Vejle midtby, nyt stadion ved DTC nær motorvejen samt i Taulov ved Fredericia. Kapaciteter fra 10.000 til 17.000 blev nævnt. 
Nyt Vejle Stadion
I 2004 blev det endelig besluttet at bygge et nyt stadion ved siden af det gamle i Nørreskoven. Efter en del forsinkelser kunne arbejdet endelig gå i gang i efteråret 2006.
Vejles nye stadion har en total kapacitet på 11.060, fordelt på fire tribuner og to hjørner. Der er 7.559 siddepladser fordelt på de fire tribuner.
Det nye stadion har betydet store fremskridt med hensyn til faciliteter. Der er bygget en sponsor-lounge på første sal i hovedbygningen. På anden sal er der tolv skyboxe som udlejes af Vejle Boldklub, mens stueetagen indeholder administration og spillerforplejning. I de nordlige hjørner findes to store kontortårne, der har været med til at finansiere projektet.
Det gamle stadion er forblevet hjemmebane for VB's damer og de øvrige hold under VB Elite A/S. Det gamle stadion har samtidig fået navnet Vejle Atletikstadion og benyttes nu primært til atletik og amerikansk fodbold, samt træningsbane for Vejle Boldklubs 1. hold. 
Første kamp på det nye stadion blev en pokalkamp mod FC Midtjylland den 9. marts 2008, hvor VB tabte 2-1 efter at have ført frem til slutminutterne.
Stadionrekorden er på 10.254 og blev sat i det klassiske, jyske opgør mod AGF 30. juli 2018, godt to måneder efter, at klubbens forrige stadionrekord blev sat 16. maj 2018 imod lokalrivalerne fra FC Fredericia i en kamp om oprykning til Superligaen. 
I marts 2010 solgte VB stadionnavnet til Jokri A/S for en femårig periode. Johnny Kristiansen, der er indehaver af Jokri A/S er desuden bestyrelsesmedlem i VB’s professionelle afdeling. I februar 2012 valgte Jokri A/S at udnytte en option og bringe sponsoratet til ende.
Erhvervstårne
Sammen med Vejle Stadion er der opført to erhvervstårne på seks etager. I disse er der planlagt erhvervslejemål, VIP-faciliteter, tv-studie og 12 skyboxe.